# Brady Noon
Brady Noon (Forked River, 30 de diciembre de 2005) es un actor estadounidense, conocido por protagonizar Boardwalk Empire, Chicos buenos y The Mighty Ducks: Game Changers.

## Carrera
En 2010, Noon comenzó su carrera en el programa de televisión Boardwalk Empire, interpretando a Thomas Darmody. En 2019, interpretó a Thor en la película de comedia Chicos buenos, antes de interpretar a Greg Heffley en la película animada El diario de Greg de 2021 de Disney+, y su secuela Diary of a Wimpy Kid: Rodrick Rules de 2022. En 2021, interpretó a Evan Morrow en la serie The Mighty Ducks: Game Changers de Disney+ , seguida de una aparición en la película de comedia Cásate conmigo  de 2022 como el personaje George, y en Familia revuelta de Netflix como el personaje Wyatt. En 2023, fue elegido como  la voz para Raphael en la película Teenage Mutant Ninja Turtles: Mutant Mayhem. En septiembre de 2021, fue elegido como Lucas Hollister para la próxima película Rust del género western, pero fue reemplazado por Patrick Scott McDermott en abril de 2023, debido al cierre de la producción durante más de un año, causado por el incidente de rodaje de la película.

## Filmografía

### Películas
| Año  | Título                                      | Papel              | Notas              |
| ---- | ------------------------------------------- | ------------------ | ------------------ |
| 2019 | Chicos buenos                               | Thor               | [ 2 ]              |
| 2021 | El diario de Greg                           | Greg Heffley (voz) | [ 1 ]              |
| 2022 | Marry Me                                    | George             |                    |
| 2022 | Diary of a Wimpy Kid: Rodrick Rules         | Greg Heffley (voz) | [ 3 ]              |
| 2023 | Teenage Mutant Ninja Turtles: Mutant Mayhem | Raphael (voz)      | [ 8 ]              |
| 2023 | Familia revuelta                            | Wyatt Walker       | [ 6 ]              |
| TBA  | Rust                                        | Lucas Hollister    | Escenas eliminadas |

### Televisión
| Año     | Título                          | Papel          | Notas        |
| ------- | ------------------------------- | -------------- | ------------ |
| 2010–13 | Boardwalk Empire                | Thomas Darmody | 30 episodios |
| 2021–22 | The Mighty Ducks: Game Changers | Evan Morrow    | 20 episodes  |